# Montura Canon EF-S

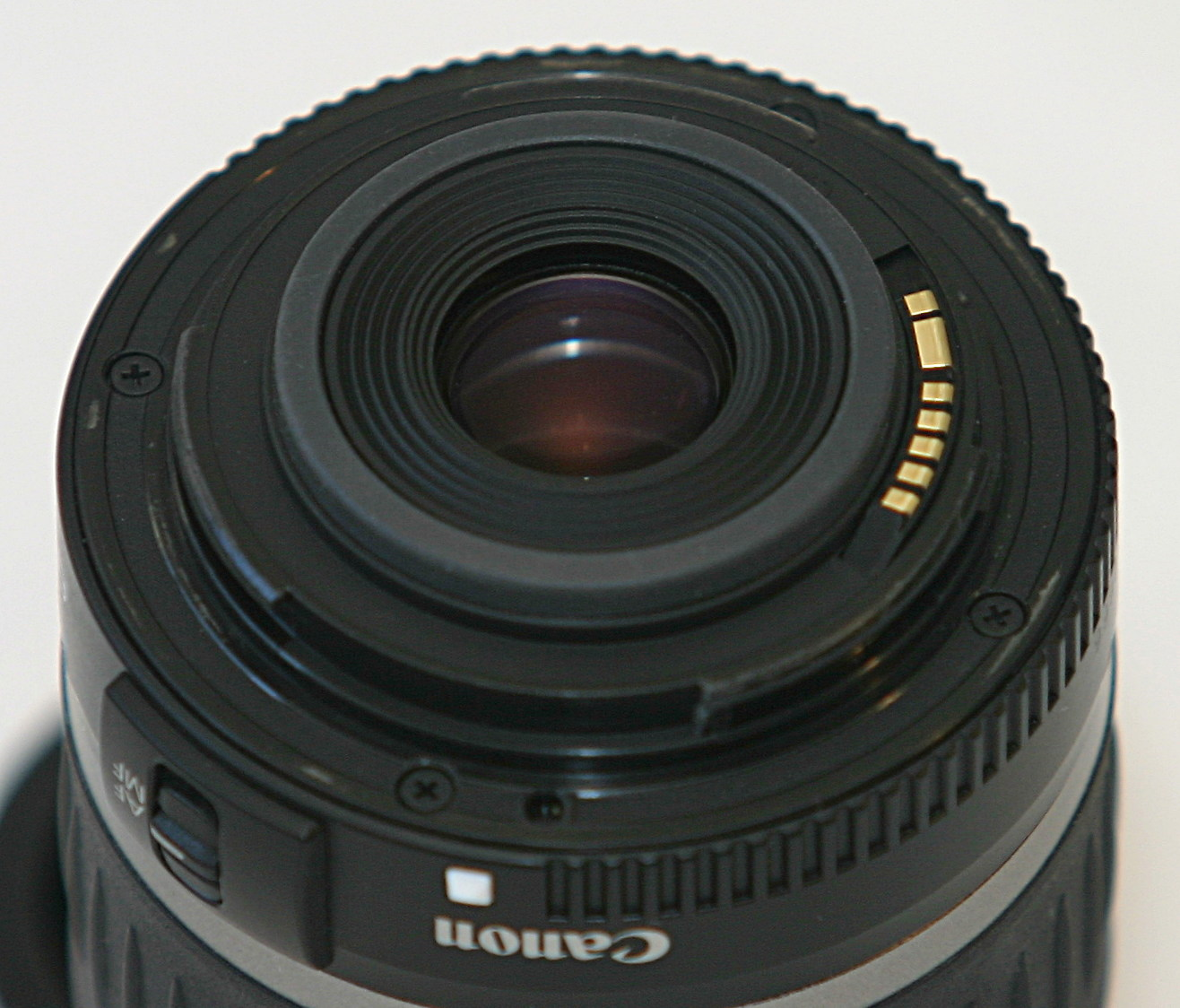
Un ejemplo de montura plástica EF-S.

La montura Canon EF-S es un derivado de la montura EF creada por Canon para su conjunto de cámaras réflex digitales con sensores formato APS-C. Fue lanzada en 2003. Las cámaras que soportan la montura EF-S tienen retrocompatibilidad con los objetivos con montura EF, y por lo tanto mantienen una distancia de registro de 44.0 mm. Sin embargo, las cámaras que soportan la montura EF-S poseen más espacio, permitiendo que las lentes traseras del objetivo se ubiquen más cerca del sensor que en la montura EF. Sólo las cámaras Canon con sensor tipo APS-C lanzadas después de 2003 soportan la montura EF-S.
La letra S proviene del inglés short back focus («enfoque corto trasero») y hace referencia al hecho de que en los objetivos con montura EF-S la lente posterior del objetivo está más cercana al sensor de imagen que en una SLR de 35 mm regular. La proximidad de este elemento trasero eleva las posibilidades de poder fabricar objetivos gran angulares más pequeños, más livianos (por contener menos elementos en total), con mayor apertura (más rápidos / menor número f) y más baratos, es por ello que la mayoría de los objetivos Canon EF-S son objetivos angulares.

## Compatibilidad
Las cámaras que utilizan la montura EF-S son:

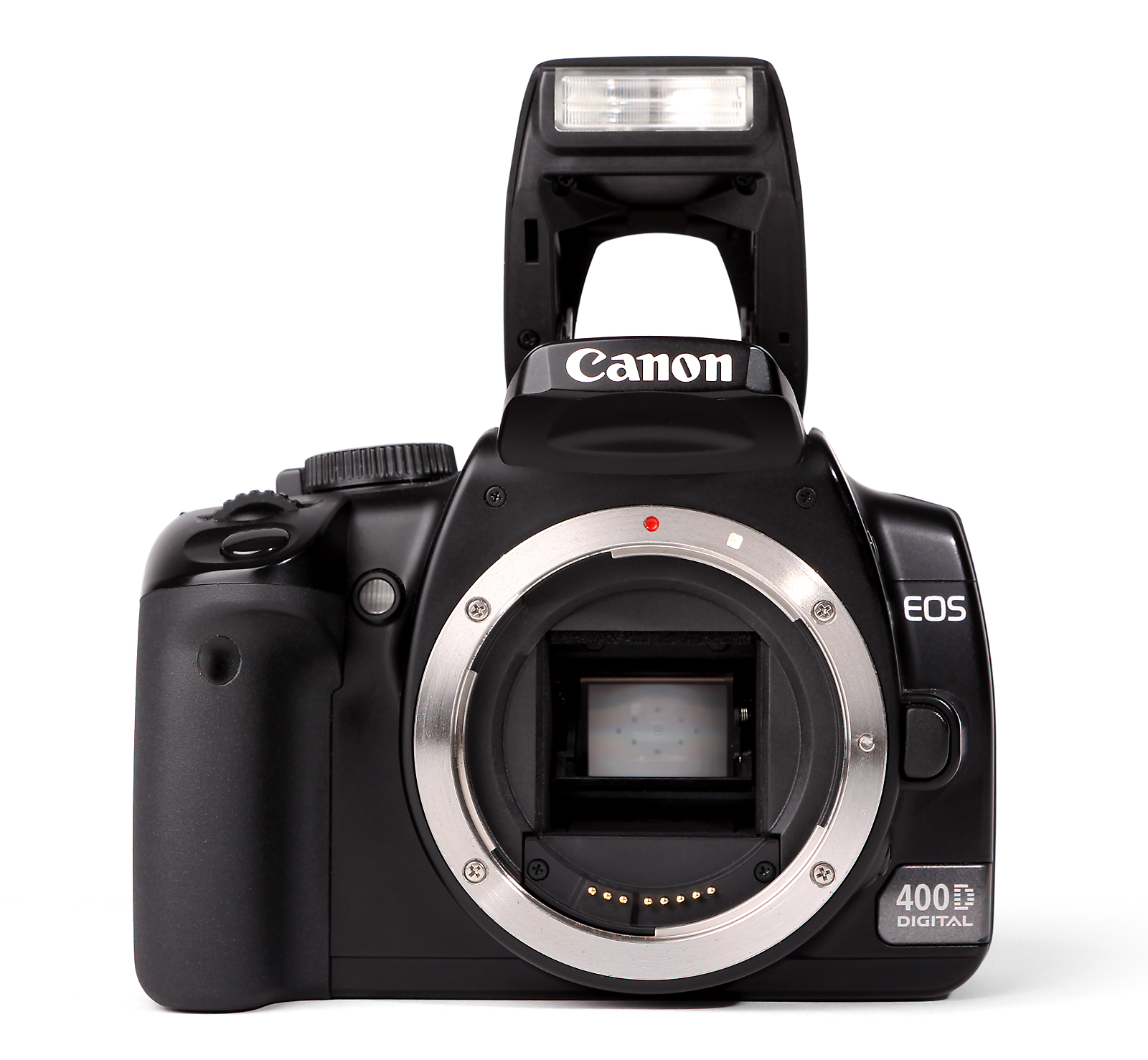
Un cuerpo compatible con la montura EF-S, la Canon EOS 400D, con la montura del objetivo abierta.

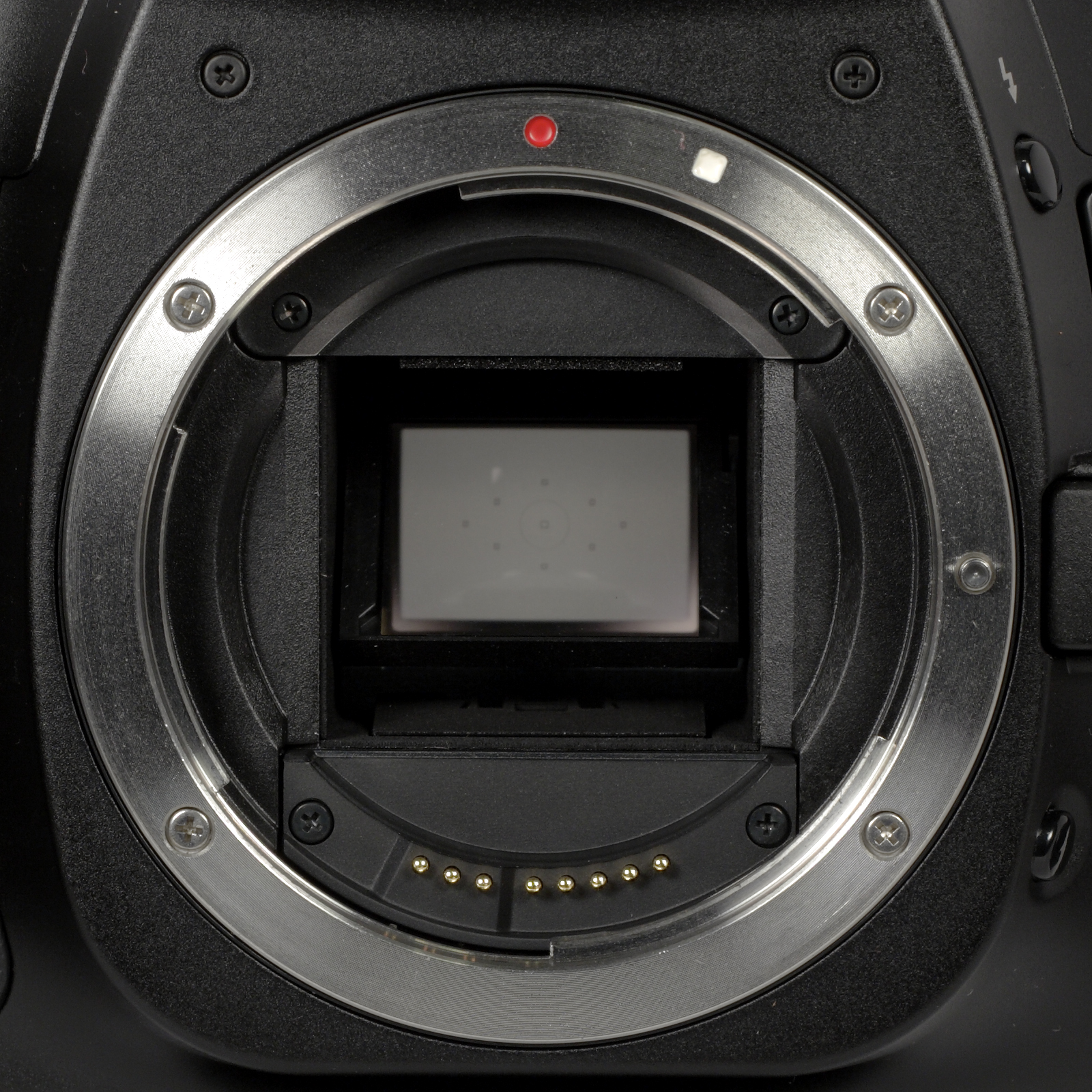
Primer plano de una montura compatible EF-S, de la Canon 30D.

| - EOS 7D - EOS 7D Mk II - EOS 20D - EOS 20Da - EOS 30D - EOS 40D - EOS 50D - EOS 60D - EOS 70D - EOS 80D - EOS 90D | - EOS 100D/Rebel SL1 - EOS 200D/Rebel SL2 - EOS 250D/Rebel SL3 - EOS 300D/Digital Rebel - EOS 350D/Digital Rebel XT - EOS 400D/Digital Rebel XTi - EOS 450D/Rebel XSi - EOS 500D/Rebel T1i - EOS 550D/Rebel T2i - EOS 600D/Rebel T3i - EOS 650D/Rebel T4i - EOS 700D/Rebel T5i - EOS 750D/Rebel T6i - EOS 760D/Rebel T6s - EOS 100D/Rebel SL1 | - EOS 1000D/Rebel XS - EOS 1100D/Rebel T3 - EOS 1200D/Rebel T5 - EOS 1300D/Rebel T6 |

## Lista de objetivos EF-S
La montura EF-S es relativamente nueva dentro de la oferta de Canon, por lo que la cantidad de objetivos disponibles es limitada en comparación con la gama completa diseñada para la montura EF. Hasta la actualidad, no se ha producido ningún objetivo con montura EF-S para la Serie L de objetivos de gama alta, ni tampoco con ópticas difractivas.

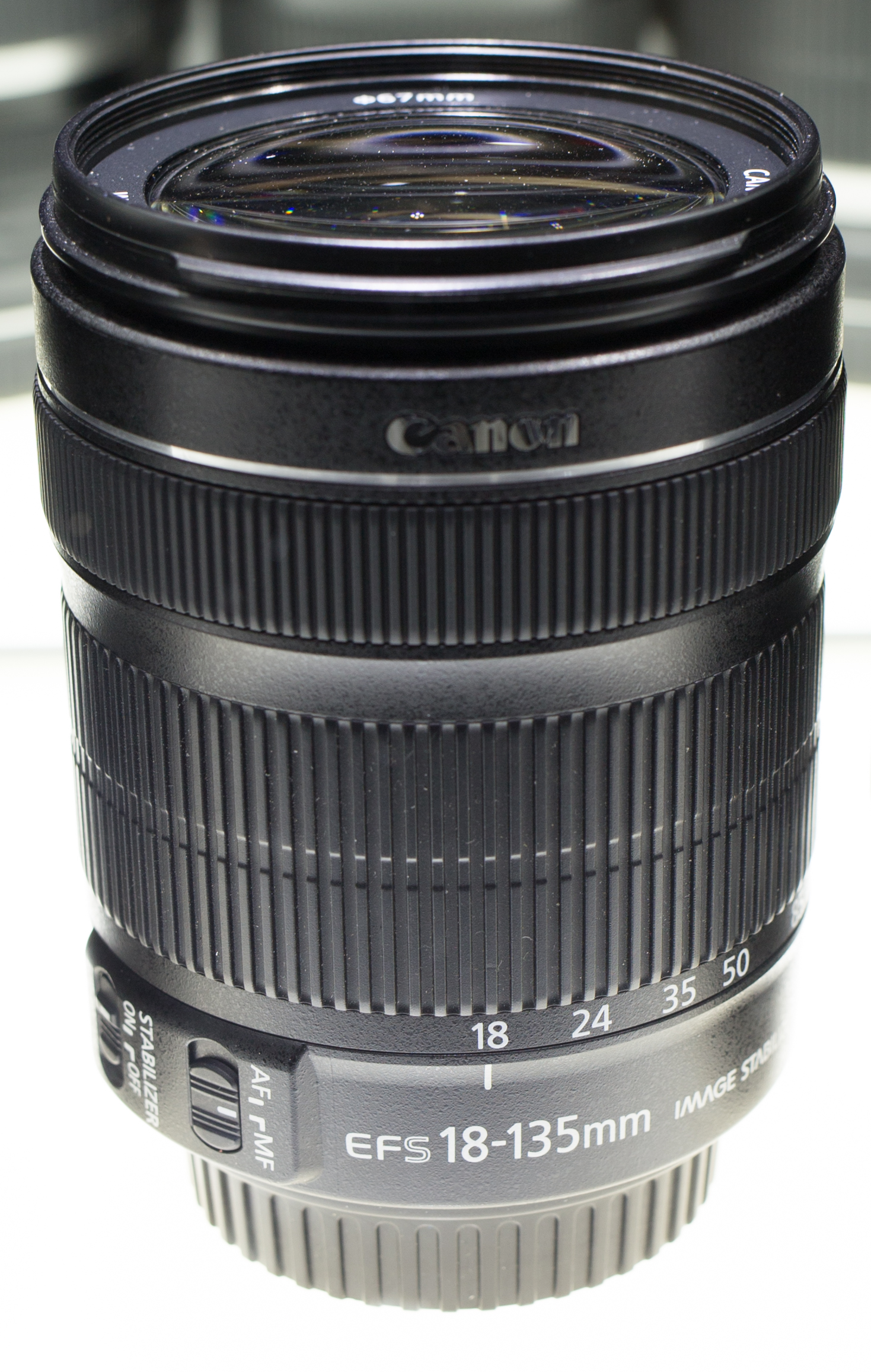
Objetivo Canon EF-S 18-135

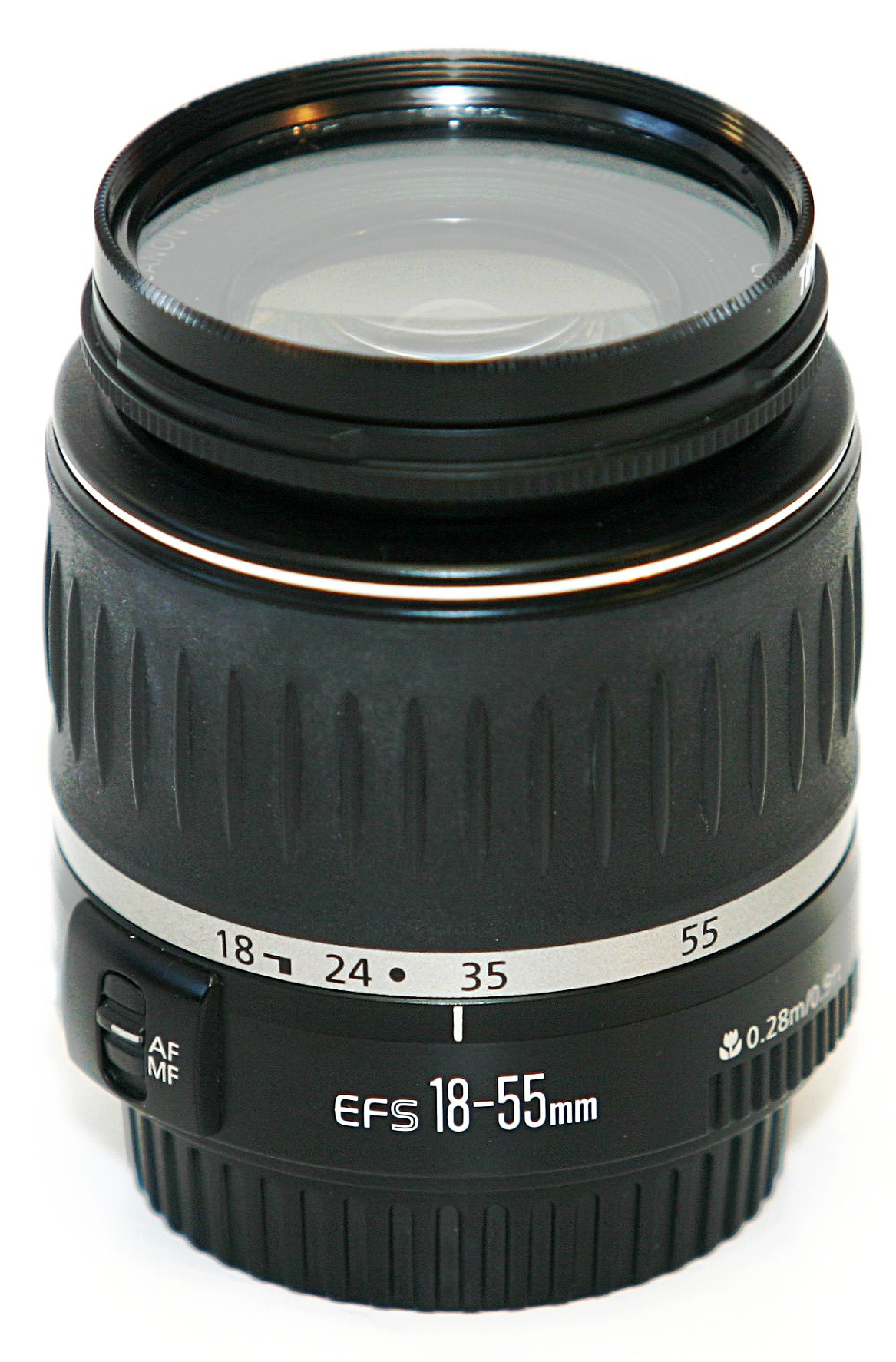
El objetivo EF-S 18–55 mm (con un filtro adicional agregado).

| Distancia/s focal/es | Distancia focal equivalente (factor de multiplicación ×1.6) | Rango de apertura | Versión   | Macro | Motor ultrasónico (USM) | Estabilizador de imagen (IS) | Serie L | Ópticas difractivas (DO) |
| -------------------- | ----------------------------------------------------------- | ----------------- | --------- | ----- | ----------------------- | ---------------------------- | ------- | ------------------------ |
| 10–18mm              | 16–28.8 mm                                                  | f/4.5–5.6         |           | No    | No                      | Sí                           | No      | No                       |
| 10–22mm              | 16–35.2 mm                                                  | f/3.5–4.5         |           | No    | Sí                      | No                           | No      | No                       |
| 15–85mm              | 24–136 mm                                                   | f/3.5–5.6         |           | No    | Sí                      | Sí                           | No      | No                       |
| 17–55mm              | 27.2–88 mm                                                  | f/2.8             |           | No    | Sí                      | Sí                           | No      | No                       |
| 17–85mm              | 27.2–136 mm                                                 | f/4–5.6           |           | No    | Sí                      | Sí                           | No      | No                       |
| 18–55mm              | 28.8–88 mm                                                  | f/3.5–5.6         | I         | No    | No                      | No                           | No      | No                       |
| 18–55mm              | 28.8–88 mm                                                  | f/3.5–5.6         | I (Jap.)  | No    | Sí                      | No                           | No      | No                       |
| 18–55mm              | 28.8–88 mm                                                  | f/3.5–5.6         | II        | No    | No                      | No                           | No      | No                       |
| 18–55mm              | 28.8–88 mm                                                  | f/3.5–5.6         | II (Jap.) | No    | Sí                      | No                           | No      | No                       |
| 18–55mm              | 28.8–88 mm                                                  | f/3.5–5.6         | III       | No    | No                      | No                           | No      | No                       |
| 18–55mm              | 28.8–88 mm                                                  | f/3.5–5.6         | IS        | No    | No                      | Sí                           | No      | No                       |
| 18–55mm              | 28.8–88 mm                                                  | f/3.5–5.6         | IS II     | No    | No                      | Sí                           | No      | No                       |
| 18–55mm              | 28.8–88 mm                                                  | f/3.5–5.6         | IS STM    | No    | No                      | Sí                           | No      | No                       |
| 18–135mm             | 28.8–216 mm                                                 | f/3.5–5.6         | IS        | No    | No                      | Sí                           | No      | No                       |
| 18–135mm             | 28.8–216 mm                                                 | f/3.5–5.6         | IS STM    | No    | No                      | Sí                           | No      | No                       |
| 18–135mm             | 28.8–216 mm                                                 | f/3.5–5.6         | IS USM    | No    | Sí                      | No                           | No      | No                       |
| 18–200mm             | 28.8–320 mm                                                 | f/3.5–5.6         |           | No    | No                      | Sí                           | No      | No                       |
| 55–250mm             | 88–400 mm                                                   | f/4–5.6           | I         | No    | No                      | Sí                           | No      | No                       |
| 55–250mm             | 88–400 mm                                                   | f/4–5.6           | II        | No    | No                      | Sí                           | No      | No                       |
| 55–250mm             | 88–400 mm                                                   | f/4–5.6           | IS STM    | No    | No                      | Sí                           | No      | No                       |
| 24mm                 | 38 mm                                                       | f/2.8             |           | No    | No                      | Sí                           | No      | No                       |
| 60mm                 | 96 mm                                                       | f/2.8             |           | Sí    | Sí                      | No                           | No      | No                       |
| 35mm                 | 56 mm                                                       | f/2.8             | IS STM    | Sí    | No                      | Sí                           | No      | No                       |